# Gwaneumsan
Gwaneumsan (koreanska: 관음산) är ett berg i Sydkorea.   Det ligger i provinsen Gyeonggi, i den norra delen av landet, 60 km nordost om huvudstaden Seoul. Toppen på Gwaneumsan är 705 meter över havet, eller 477 meter över den omgivande terrängen. Bredden vid basen är 7,1 km.
Terrängen runt Gwaneumsan är huvudsakligen kuperad. Runt Gwaneumsan är det ganska tätbefolkat, med 179 invånare per kvadratkilometer. I omgivningarna runt Gwaneumsan växer i huvudsak blandskog.